# Abbaye d'Aulne
Pour les articles homonymes, voir Abbaye d'Aulne (homonymie).
L'abbaye d'Aulne est une abbaye fondée en 657 et supprimée en 1794. Elle est située à Gozée, en Belgique, dans la province de Hainaut.
À l'origine, en 656, saint Landelin planta une croix à l'endroit où un monastère bénédictin sera fondé en 657. Ce monastère sera légué à l'évêché de Liège, qui en a acquis, de Charles Martel, la temporalité. En 882, les Normands remontèrent le cours de la Sambre et le prieuré d'Aulne sera ravagé, laissé à l'abandon pendant une cinquantaine d'années avant de renaître de ses cendres grâce à l'intervention de Richer, évêque de Liège. 
En  1147, le monastère devient une abbaye cistercienne. Le prince-évêque de Liège Hugues de Pierrepont contribua fortement à la prospérité matérielle et spirituelle de l'abbaye, dont les privilèges s'accroissent considérablement au XIIIe siècle. En particulier, il soustrait l'abbaye d'Aulne de la mense épiscopale. Aulne devient l'une des abbayes les plus puissantes de la principauté de Liège.
Au XIVe siècle, Aulne rencontre des conditions climatiques moins favorables et doit faire face aux épidémies et aux guerres. Le XVe siècle est un siècle noir. À plusieurs reprises, les moines doivent fuir pour se protéger des affrontements entre Liégeois et troupes des ducs de Bourgogne. L'abbaye subit à chaque fois des dégâts considérables. Cependant, jusqu'au XVIIIe siècle, on assiste à la montée en puissance et au rayonnement de l'abbaye, largement reconstruite au XVe siècle et de nouveau au XVIIIe siècle, qui est le siècle d'or de l'abbaye d'Aulne.
Mais en 1794, les religieux d'Aulne fuient à l'annonce de l'arrivée des révolutionnaires français, qui pillent l'abbaye pendant plusieurs jours, la détruisent et l'incendient avec sa bibliothèque. Après le décès du dernier moine usufruitier, un hospice est créé dans les bâtiments de l'abbaye. Ce qui reste des autres bâtiments de l'abbaye est démantelé et revendu au détail. Les ruines et vestiges des bâtiments sont aujourd'hui classés au patrimoine majeur de Wallonie.
La présence de deux réfectoires à Aulne semble indiquer que certains des moines suivaient la stricte observance de la règle (dont sont issus les moines trappistes).

## Situation géographique
L'abbaye d'Aulne est un monastère situé dans la section Gozée de la commune de Thuin, en Belgique, à 11 km au sud-ouest de Charleroi et à 5 km au nord-est de Thuin, dans la province de Hainaut. Elle est située au bord de la Sambre, dans un cadre de trois cirques de collines boisées et accidentées.

## Fondation
Souhaitant vivre en ermite sous la dure règle du moine irlandais saint Colomban, Landelin quitte Lobbes et s'installe à Aulne sur un terrain dont il possède l'acte de donation. Les aulnes abondent en cet endroit quand, à l'origine, il y plante en 656 la croix, le monastère bénédictin étant fondé en 657.
Son charisme attire — comme à Lobbes — les candidats à la vie religieuse, lesquels viennent gonfler le noyau de départ de ce qui évoluera vers le prieuré d'Aulne. Mais peu de novices sont pourvus de la résistance physique de Landelin, qui est contraint de remplacer la règle de saint Colomban par la règle de saint Benoît, moins rigoureuse. 
Quand la communauté d'Aulne atteint le seuil de l'autonomie, vers 657, Landelin la place sous la dépendance de Lobbes et part s'établir à Wallers où il fonde un monastère. Mais faute de supérieurs à la hauteur, l'abbaye de Lobbes et sa dépendance Aulne tombent en décadence. Hydulphe, seigneur de Lobbes et Pépin de Herstal, maire du palais d'Austrasie font appel à Ursmer de Lobbes, disciple remarqué de Landelin, qu'ils placent à la tête de la communauté. Les moines suivent la règle de saint Benoît.

## Histoire

### DuVIIeau milieu duXIIesiècle
Remarque préliminaire : il n'existe aucune chronique propre à Aulne du VIIe siècle au XIIe siècle. On en déduit trop souvent que ses origines sont entourées de plus de ténèbres que tout autre monastère. C'est vrai si l'on commet l'erreur de dissocier Aulne de ce qui l'entoure et la régit. Dépendance de Lobbes dès sa fondation, elle vit dans le sillage de la maison mère, en partage le rayonnement, la puissance et les vicissitudes. Son histoire se confond tout simplement avec celle de Lobbes. 
En voici une illustration : vers 680, dans le legs écrit de la terre de Forestaille, Pépin de Herstal affecte à Lobbes tout ce que lui a donné Landelin, « à savoir l'église d'Aulne avec ses dépendances et possessions ». 
Comme il l'est à Lobbes, Ursmer (680-713) est le premier religieux du prieuré d’Aulne et, à ce titre, le premier véritable animateur du prieuré dans l'Histoire.
De 732 à 737, Charles Martel, fils bâtard du maire du palais Pépin de Herstal, repousse les musulmans vers les Pyrénées et devient de fait le maître du royaume franc d'Austrasie dont Aulne fait partie. Une large distribution de terres est faite aux proches du maire du palais, qui n'hésite pas à séculariser, à cette fin, bon nombre de biens d'Église. L'abbaye de Lobbes et sa dépendance d'Aulne sont léguées à l'évêché de Liège, qui a acquis de Charles Martel la temporalité en 728 . 
En 882, les Normands — des Danois — remontent le cours de la Sambre. Les moines de Lobbes et d'Aulne suivis des habitants proches se retranchent dans le château de Thuin, mais le prieuré d'Aulne est ravagée par les Normands. L'empereur Arnould de Carinthie sépare le domaine de Lobbes en deux parties, et verse, en 888, le prieuré lobbain d'Aulne dans la mense épiscopale de Liège. Aulne est laissée à l'abandon pendant une cinquantaine d'années avant de renaître de ses cendres grâce à l'intervention de Richer, évêque de Liège (920-945)  et abbé de Lobbes (922-945), qui l'érige en abbaye séculière et devient ainsi, après Landelin et Ursmer, le troisième fondateur de ce monastère . 
En 955, des cavaliers nomades venant de Hongrie déferlent sur la région et, une fois de plus, les moines d'Aulne et les habitants du voisinage se mettent sous la protection de l'abbé de Lobbes et résistent aux milliers de Hongrois.
En 961, Éracle, abbé de Lobbes et évêque de Liège de 959 à 971, résilie sa charge abbatiale pour se consacrer au diocèse. Il donne aux moines  de Lobbes la liberté d'élire leur abbé, mais il reprend à Lobbes plus de la moitié de ses biens. Et Aulne quitte la tutelle de Lobbes pour tomber sous la tutelle directe de Liège.

### Du milieu duXIIeauXVesiècle
En 1144, il existe à Aulne une petite communauté conduite par l'abbé Raoul qui tente d'imposer la règle des chanoines de saint Augustin. Ses efforts échouent et la même année, le prince-évêque de Liège Albéron annule le diplôme accordé aux religieux ayant opté pour la règle des chanoines de saint Augustin et offre Aulne à saint Bernard. Le 3 décembre 1147, Dom Francon de Morville, qui sera le premier abbé cistercien d'Aulne, arrive à la tête d'une douzaine de moines. Les chanoines et les habitants du village leur opposent une résistance opiniâtre, mais doivent se résigner. En 1158, Henri II de Leez, prince-évêque de Liège (1145-1164) — Henri II de Leyen selon Émile Poumon — confirme la donation d'Albéron II de Chiny-Namur, car la population voisine persiste à harceler les "imposteurs" par une lutte procédurière qui va durer jusqu'en 1205, quand le prince-évêque Hugues de Pierrepont (1200-1229) met fin définitivement au procès, confirme les donations de 1147 et 1158 et éloigne du voisinage tous ceux qui perturbent la tranquillité du monastère.
Les interventions du prince-évêque de Liège Hugues de Pierrepont (1200-1229) contribuent fortement à la prospérité matérielle et spirituelle de l'abbaye, dont les privilèges s'accroissent considérablement à cette époque. En particulier, Hugues de Pierrepont soustrait l'abbaye d'Aulne de la mense épiscopale. Aulne devient l'une des abbayes les plus puissantes de la Principauté de Liège.  

#### LeXIIIesiècle
Les volumineux cartulaires d'Aulne montrent de quelle façon s'est formé le domaine, dont l'essentiel est constitué à la fin du XIIIe siècle : le prieuré devient un grand monastère. Les abbayes qui n'ont pas été dotées à cette époque ne le seront jamais et c'est le cas pour le plus grand nombre d'entre elles. Les conditions climatiques au XIIIe siècle favorisent l'agriculture : la communauté d'Aulne s'enrichit et la construction de l'église ogivale — dont il subsiste le porche et des vestiges de la nef — débute en 1214 et s'achève en 1247.

#### LeXIVesiècle
La montée en puissance et le rayonnement de l'abbaye durent jusqu'au XVIIIe siècle : pour exemple, l'abbaye de Soleilmont est placée sous la direction de l'abbaye d'Aulne dès son incorporation en mai 1237 à l'ordre de Cîteaux ; elle restera sous la juridiction d'Aulne jusqu'au XVIIIe siècle. 
Le fléchissement de la discipline apparaît à Aulne sous l'abbatiat de Jacques de Gozée (1298-1331). En 1304, l'abbé de Clairvaux est sommé par son chapitre de procéder à la réforme de l'abbaye. En 1322, le pape Jean XXII recommande au prince-évêque de Liège de veiller sur Aulne ; Benoît XII, pape en Avignon (1334-1342) formé à la rude école de Cîteaux, publie une bulle le 20 juin 1336 visant à réformer l'ordre cistercien.  Au XIVe siècle, les conditions climatiques moins favorables, les épidémies (peste bubonique, e.a.), les guerres (l'abbaye est une proie facile) et la migration vers les villes naissantes, réduisent sévèrement le nombre de frères convers et de travailleurs de la terre. C'est la crise à Aulne.  

#### LeXVesiècle
est un siècle noir. À plusieurs reprises, les moines doivent fuir pour se protéger des affrontements entre Liégeois et troupes des ducs de Bourgogne. L'abbaye subit à chaque fois des dégâts considérables. En 1492, l'abbaye est à ce point appauvrie que le pape Innocent VIII (1484-1492) ordonne aux abbés de Lobbes et de Cambron, ainsi qu'au doyen de Binche de mettre leurs ressources en commun pour procurer une subsistance convenable à la communauté et pour payer les dettes de l'abbaye. Demeurés fervents malgré leurs épreuves, les moines d'Aulne sont appelés - avec ceux de Clairvaux, de Villers et de Cambron - à réformer les monastères de moniales de Moulins à Anhée et du Jardinet à Walcourt, où la discipline monastique laisse à désirer .

### DuXVIesiècleà la révolution liégeoise de 1789

#### LeXVIesiècle
Dom Gérard Bosman de Beausart, élu abbé d'Aulne le 27 novembre 1497 dans l'église saint Jacques de Liège, prend une lourde succession. Pendant 32 ans, il travaille avec une telle ardeur qu'il acquitte toutes les obligations de l'abbaye, achète des terres et entreprend des travaux importants. Il est vrai qu'il est aidé en cela par le prince-évêque Érard de La Marck (1505-1538), son ami intime et protecteur d'Aulne comme l'avait été Hugues de Pierrepont au début du XIIIe siècle. L'abbé Bosman remet la discipline en vigueur, améliore et embellit des bâtiments. Le chœur et le transept remaniés par l'Abbé Jean de Barbençon (1352-1382) sont entièrement reconstruits : ainsi transformée, l'église abbatiale est consacrée le 30 novembre 1525. Son successeur Dom Jean de Lannoy (1529-1556) continue les travaux d'embellissement et construit le quartier abbatial ;  à l'extérieur, il construit les refuges de Huy, Binche, Louvain et Thuin.  
Malgré les menaces dont elle avait été l'objet à plusieurs reprises, Aulne n'avait pas jusqu'alors souffert en elle-même des invasions étrangères. Le 28 septembre 1538, l'abbaye est investie et saccagée par un corps de 300 Français qui commettent des vols, infligent des avanies aux religieux et vandalisent. 
Mais les malheurs s'accumulent : Jean de Lannoy, veut résilier sa charge et quitter l'Ordre pour épouser sa nièce… Suivent deux successions "illégales" - deux abbés commendataires sont désignés contre la volonté des moines - en la personne de Guillaume Noël (1556-1572, † 1575) et Sébastien Antoine (1572-1579) et une nomination malheureuse en la personne de Denis Denis (1582-destitué en octobre 1586). Les conséquences sont désastreuses pour la communauté d'Aulne. 
En 1578, des troupes des Gueux en guerre contre le roi Philippe II d'Espagne ravagent la région et saccagent Aulne. Les moines trouvent refuge dans la maison que l'ex-abbé défroqué Jean de Lannoy avait fait construire dans la ville de Thuin.

#### LeXVIIesiècle

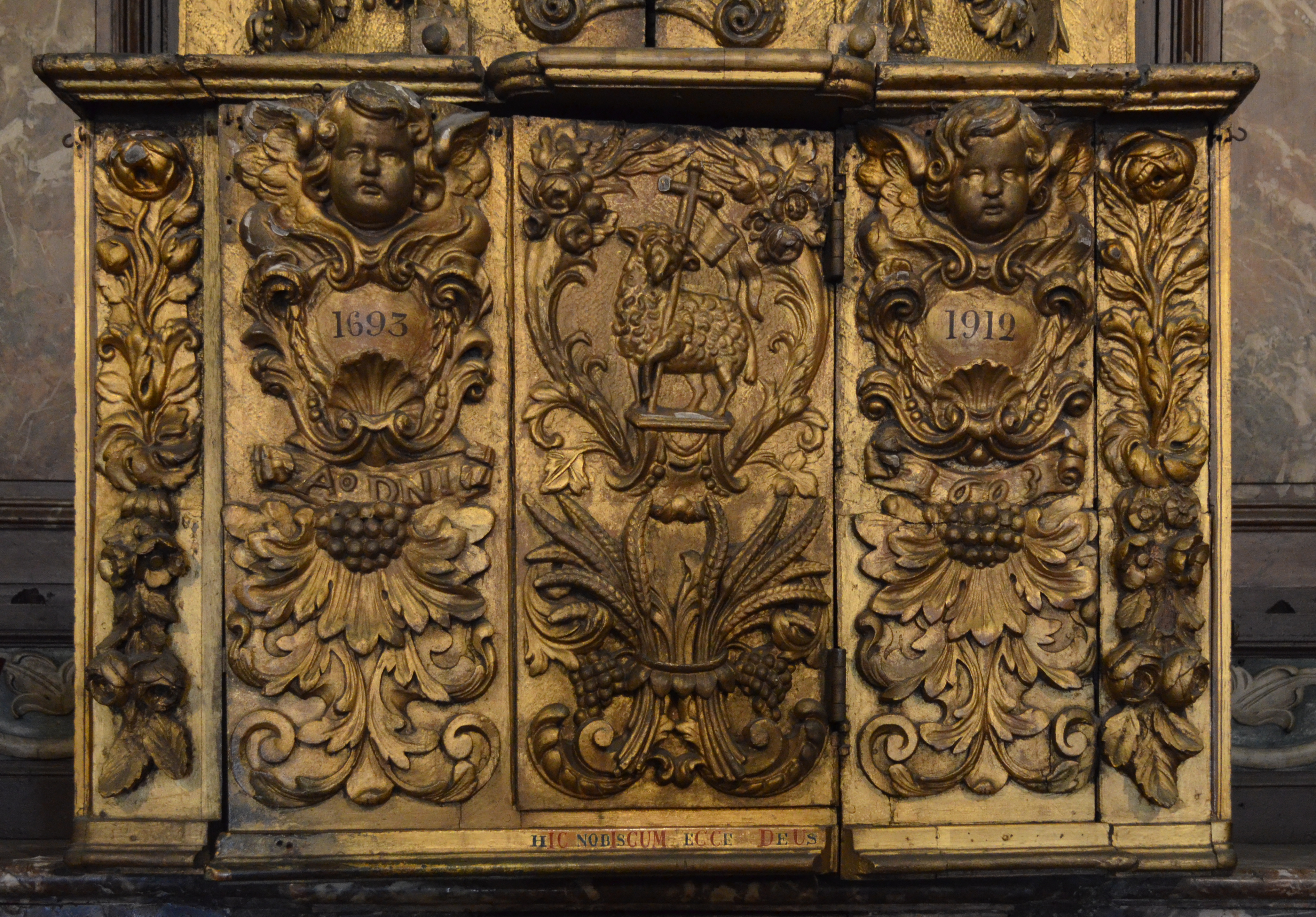
Ancien tabernacle de l'Abbaye d'Aulne de 1603, aujourd'hui en l'église Saint-Christophe de Charleroi.

Élu régulièrement Abbé d'Aulne le 25 octobre 1586, Dom Henri de Velpen porte la lourde charge de relever une abbaye en ruines, au spirituel comme au temporel. Il s'y emploie durant 36 ans pendant lesquels il ramène la paix au monastère, réussit un peu à faire renaître la ferveur primitive et obtient en 1614 de Claude Louvel, abbé de Crespin de 1612 à 1626, le don de quelques reliques de saint Landelin, décédé et inhumé à Crespin. Lui-même décède le 21 février 1622. Dom Edmond Jouvent, qui lui succède de 1622 à 1655, transforme en 1629 le refuge de Louvain en résidence monastique universitaire, afin de combattre l'ignorance et l'oisiveté au sein de la communauté (il était lui-même licencié en théologie de l'université de Louvain). Durant la seconde moitié du XVIIe siècle, la principauté de Liège, continuellement prise entre les deux belligérants espagnol et français, est dévastée par leurs armées. Dom Jérôme Reyers (1655-1670), président pendant dix ans du collège de Louvain et prieur d'Aulne depuis 1635, succède à l'Abbé Jouvent en novembre 1655. Cet homme d'expérience et de savoir manœuvre si habilement qu'il parvient à préserver l'abbaye d'une destruction complète en négociant avec les chefs d'armées, au prix d'impositions ruineuses. Mais il n'en est pas de même des fermes de l'abbaye dont les tenanciers, incapables de payer de lourdes impositions, assistent à la destruction de leur ferme et souffrent des "fourrages" et des "grands fourrages" . Jusqu'au XVIIIe siècle, les Abbés d'Aulne parlementent avec le même succès, mais chaque fois l'abbaye en sort financièrement affaiblie. Paradoxalement, à la pauvreté financière correspond le nombre élevé de vocations : vers 1663, 70 religieux dont 58 moines-prêtres, 3 novices et 9 frères convers .

#### LeXVIIIesiècle
Le XVIIIe siècle est le siècle d'or de l'abbaye. En septembre 1708, Dom Maur Carion, originaire de Thuin est élu Abbé . La succession est lourde : dans la paix retrouvée au-dedans comme au-dehors, le passif de l'abbaye s'élève à 200 000 florins. À la fin de sa prélature et peu avant son décès — il meurt le 12 juillet 1728 — les dettes de l'abbaye sont remboursées et il laisse un boni de 53 000 florins. Bien qu'il ait le dessein de rénover l'abbaye, il n'entreprend aucune construction lui-même, laissant cette initiative à son successeur, Dom Barthélémy Louant, cellérier de l'abbaye, élu Abbé le 12 août 1728. 
Les excellentes finances de l'abbaye permettent la somptueuse rénovation — avec un luxe exagéré pour des Cisterciens — sous le nouvel abbatiat. Le domaine étant — pour le moins — suffisamment étendu, les bénéfices sont investis dans la rénovation des bâtiments claustraux, réfectoires, dortoirs, écuries, granges, remises, officines de toutes espèces, vieux de plusieurs siècles. Il fait construire à neuf le quartier abbatial, le quartier des hôtes, l'infirmerie, le cloître, le quartier des anciens et celui du prieur, la ferme-château de Beaudribus. Devant l'entrée de l'église gothique, il fait construire la façade de style classique presque intacte aujourd'hui. L'Abbé Barthélémy Louant, décédé le 14 août 1753, est remplacé deux semaines plus tard par Dom Maur Mélotte (1753-1763). 
Pendant 3 ans, l'église abbatiale est livrée aux métiers pour restaurer la décoration intérieure et construire deux absidioles très amples et très belles situées dans le transept, de part et d'autre de l'abside. On place aussi trois autels de marbre et un nouvel orgue. À la Toussaint 1758, on chante pour la première fois les Vigiles . À la basse-cour, l'Abbé fait construire un assez grand bâtiment pour les lavandières et des ateliers de forge et de menuiserie. Dom Melotte, décédé le 26 mars 1763, est remplacé un mois plus tard par Dom Hilaire Lepot, qui tombe gravement malade le jour de son élection, ne recouvre jamais plus la santé et meurt le 25 janvier 1765. 
Dom Joseph Scrippe, prieur d'Aulne, est élu Abbé le 18 février 1765. Il complète l'ensemble architectural de l'abbaye en construisant le pavillon d'honneur faisant face à l'église, la carrosserie (1768), le quartier de l'abbé (1772) et celui de l'économe. Ces trois derniers bâtiments, restaurés après l'incendie de 1794, abritent l'hospice Herset. L'Abbé Joseph Scrippe décède le 31 mars 1785, il est remplacé le 13 mai 1785 par le cellérier d'Aulne, Gérard Gérard, que son état de santé précaire — il était tuberculeux — a souvent écarté de ses attributions au sein de la communauté. Et très tôt, Dom Norbert Herset, moine d'Aulne depuis 1775, remplace l'Abbé lentement miné par la maladie.

### De la révolution liégeoise de 1789 à l'incendie de 1794
Quand l'abbé Gérard meurt le 18 août 1790 à l'âge de 55 ans, la révolution liégeoise (1789-1791) est passée par là et Dom Herset ne pourra entrer en fonction qu'après deux mois de tribulations au terme desquelles l'abbaye s'appauvrit une fois de plus. Car le gouvernement révolutionnaires liégeois, épaulé activement par la municipalité révolutionnaire de Thuin, impose lourdement l'abbaye à deux reprises, en 1790 et 1791 .  
En juillet 1792, les troupes révolutionnaires françaises envahissent la principauté de Liège et les Pays-Bas autrichiens, remportent la bataille de Jemappes sur les Autrichiens le 6 novembre 1792. Une première fois, dom Herset prend la fuite, puis revient à Aulne le 27 décembre 1792, rassuré par les propos apaisants du général Dumouriez, vainqueur à Jemappes. Mais il doit déchanter : le pouvoir révolutionnaire ferme les yeux sur le pillage des abbayes, monastères, couvents…et il part en exil une deuxième fois jusqu'en mars 1793. Et entre-temps, l'Assemblée liégeoise a voté le rattachement de la principauté de Liège à la France le 20 janvier 1793. Dom Herset revient à Aulne à Pâques 1794 et l'occupe courageusement avec quelques moines, malgré la présence hostile de l'avocat Marlier et de son épouse, qui y ont pris leurs quartiers et que Dom Herset appelle ironiquement "Monsieur l'abbé et Madame l'abbesse" ! 
Le samedi 10 mai 1794, les religieux d'Aulne (plus de 50 moines) entassent dans des chariots les objets les plus précieux et fuient vers Fontaine-l'Évêque à l'annonce du retour des révolutionnaires français qui pillent l'abbaye pendant plusieurs jours. Le 14 mai 1794 vers 15 heures, l'abbaye est incendiée par les Français commandés par le général Charbonnier qui en a reçu l'ordre du représentant du peuple auprès des Armées, Saint-Just qui considérait, à tort probablement, que les abbayes d'Aulne et de Lobbes pouvaient servir de point d'appui éventuel à l'ennemi. L'abbaye est détruite ,,.  

Quant à sa riche bibliothèque, elle est incendiée sur ordre du même général Charbonnier. L'ampleur du désastre est relatée dans les écrits de Dom Herset:
« Avant le funeste incendie de 1794, notre bibliothèque se composait d'au moins 44 000 ouvrages sans compter les manuscrits (dont un grand nombre de très grande valeur étaient déjà perdus). Par l'ampleur des locaux, la multitude des livres et la diversité du savoir, cette bibliothèque était à bon droit considérée comme la plus célèbre de notre patrie (c.à.d. le Pays de Liège) et sauf trois ou quatre exceptions, de toute la Belgique. »

### De 1794 à l'époque contemporaine
L'abbé d'Aulne, accompagné de quelques moines, fuit vers l'Allemagne en passant par la Hollande. Il passe le rude hiver 1794-1795 à Paderborn et Elberfeld (actuellement district de Wuppertal). 
Mois après mois, les moines rentrent d'exil et occupent dès novembre 1794 la ferme de Beaudribus, endommagée mais encore habitable. Ils passent l'hiver 1794-1795 dans le dénuement et dès mars 1795, prennent les premières mesures pour la conservation du monastère exposé aux intempéries et aux déprédations du voisinage, referment l'enceinte de l'abbaye ruinée, aménagent une pièce de la ferme de la Basse-Cour toute proche et entament la restauration à partir du mois de juin 1795.  
Vers juin 1795, l'Administration notifie aux moines la mise sous séquestre de l'abbaye, considérée comme bien d'émigrés. Dom Herset et trois moines rentrent à Aulne le 3 août 1795 et sollicitent l'administration des biens et possessions, invoquant qu'un septième des religieux seulement s'est réfugié en Allemagne ; et le 6 septembre 1795, les religieux sont rétablis dans leurs propriétés. 
Mais la loi du 1er septembre 1796, supprimant les Ordres, a raison de la ténacité des moines d'Aulne, seuls en Belgique à avoir voulu rétablir leur maison : la suppression des congrégations religieuses est connue à Aulne vers le 20 septembre 1796. 
Tout espoir de reprendre la vie régulière est perdu et les religieux — au nombre de 24 — abandonnent la restauration en octobre 1796. 
L'abbaye et la ferme de la Basse-Cour sont vendus aux enchères le 12 mai 1798, deux laïcs les rachètent 1 000 000 francs  pour leurs commands, trois moines de l'abbaye, Dom Michel Rucquoy, Dom Basile Laurent et l'abbé Dom Norbert Herset. 
Fin juillet 1798, Dom Herset — il a refusé de prêter le serment de fidélité à la République — part en exil pour échapper à la déportation et, passant par Duisbourg, demeure en pension chez des religieuses de Westphalie pendant trois ans au cours desquels (plus précisément en 1799) il rédige son Chronicon Alnensesans lequel on n'aurait jamais pu retracer l'histoire d'Aulne. Par testament, il lègue sa part de l'abbaye ainsi que tous ses biens mobiliers pour qu'y soit créé et équipé un hospice pour vieillards. Il meurt au béguinage de Saint-Trond le 15 septembre 1806, âgé de 68 ans. 

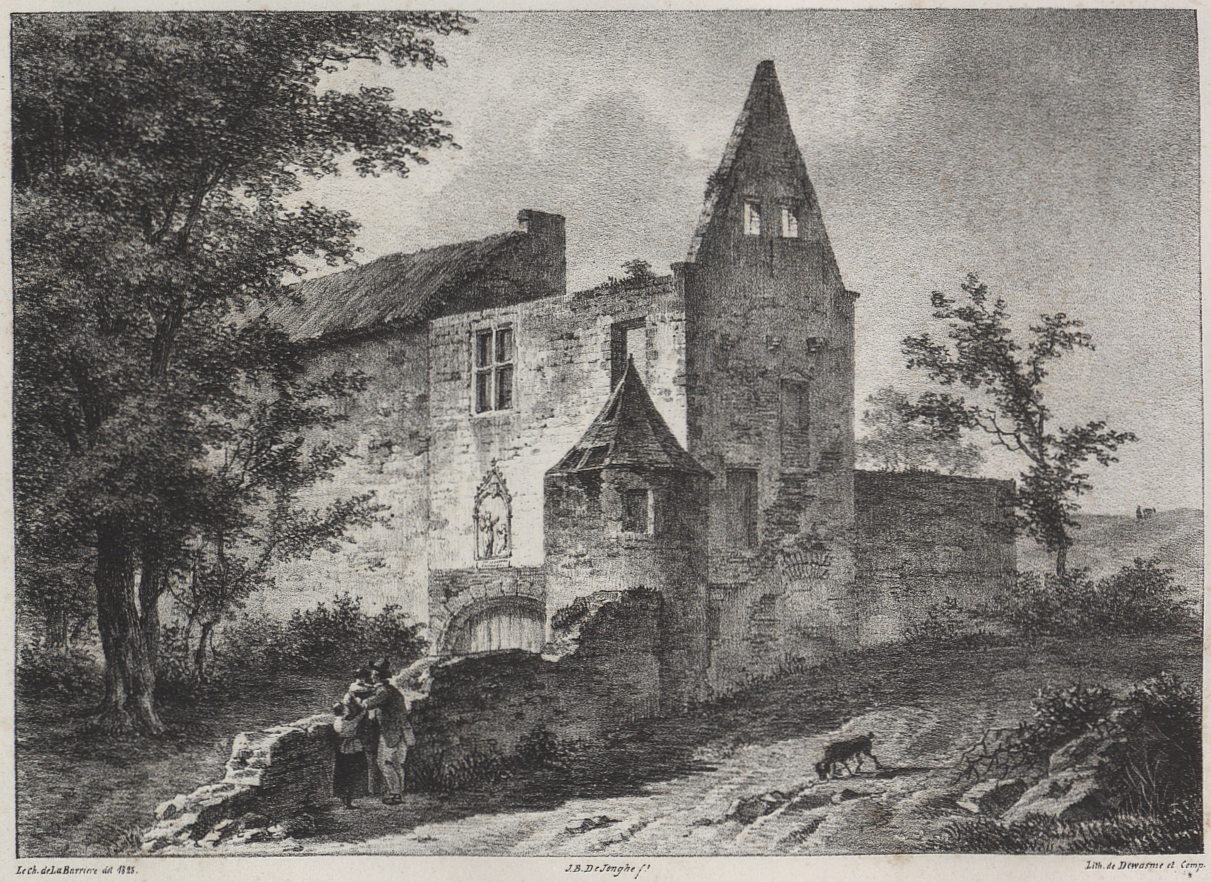
Ruines de l'abbaye, selon une lithographie de Prosper de la Barrière de 1823.

Les bâtiments de l'abbaye sont démantelés et revendus au détail (pierres, pavés, briques récupérables, etc.), les éclats de pierres calcaires sont même calcinés pour amender les terres agricoles. Les pierres servent à la construction des écluses et bâtiments lors de la canalisation de la Sambre, entre 1825 et 1829. À partir de 1845, elles servent à la construction de culées de ponts, des têtes du tunnel de Landelies, etc. lors des travaux préliminaires à la dépose de la voie ferrée - dite du "Nord belge" - reliant Charleroi au réseau français.

### Création de l'hospice

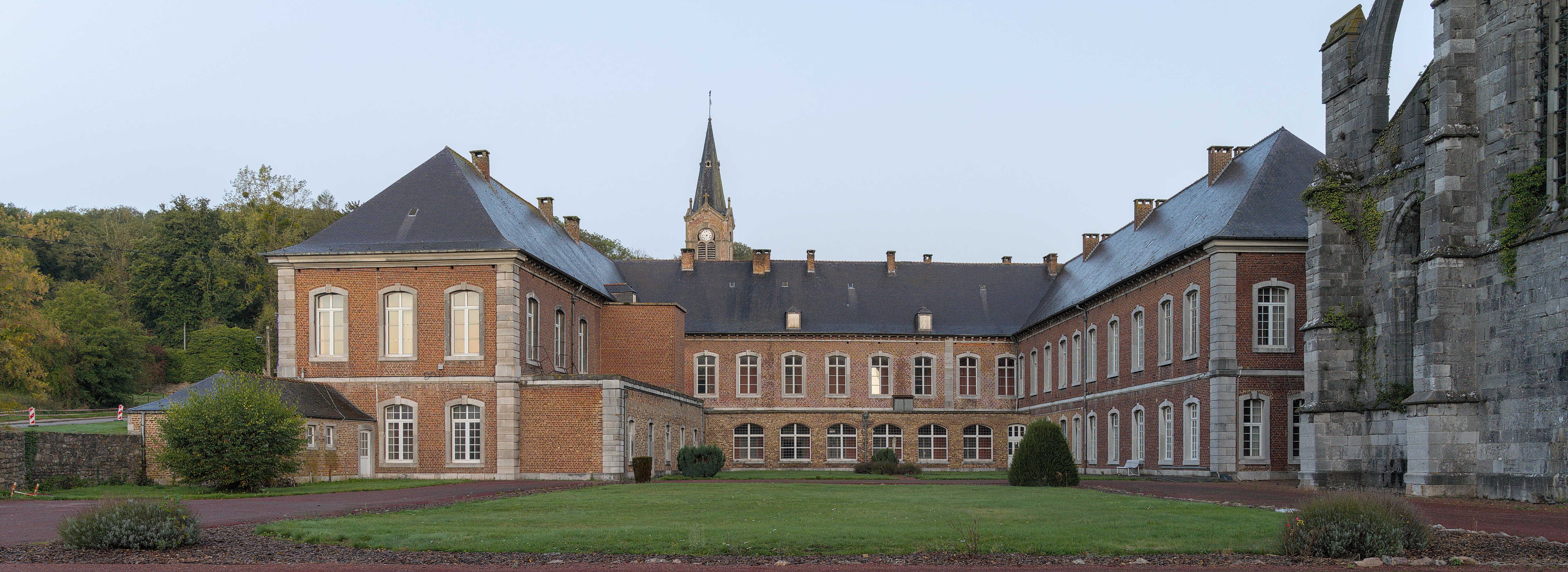
Hospice Herset.

Norbert Decouve, le dernier moine usufruitier d'Aulne meurt à l'âge de 80 ans, le 21 mai 1854, à Saint-Jean-Geest où il avait été installé comme curé. L'abbé Herset avait exprimé la volonté que soit créé un hospice dans les bâtiments de l'abbaye, après le décès du dernier moine usufruitier. Cet hospice ouvre en juin 1856. Il occupe les bâtiments remis par les derniers moines et entreprend des constructions modernes dont une chapelle bâtie en 1873 à la place de la grille d'entrée de l'abbaye. Cette grille, d'un dessin fort curieux, s'appuyait sur deux petits pavillons à toit mansardé. Dans le mur oriental de l'hospice (aile des femmes), on avait placé, vers 1888, la pierre sculptée (fin XVIe) où se voient les armes de l'abbaye et la représentation de saint Bernard au milieu des aulnes aux pieds de la Vierge-mère. Primitivement, cette pierre se trouvait au-dessus de la porte d'enceinte, dite porte de Landelies.
La nouvelle église est donc construite à l'emplacement de l'ancienne entrée principale de l'abbaye. La première pierre en est posée le 1er décembre 1869, sa bénédiction a lieu le 10 septembre 1873. L'église est meublée d'un orgue en mauvais état — restauré à Aulne — acheté à Evere, d'une chaire de vérité sculptée en 1688 rachetée en 1874 à Templeuve et enfin d'un maître-autel en marbre de Rance. D'abord à l'usage de la maison de repos, elle devient ensuite l'église paroissiale du village d'Aulne.
Les ruines de l'abbaye, propriété de l'Hospice, sont entretenues par l'État depuis 1896. En 2006, grâce aux fonds européens et à la Région wallonne, d'importants aménagements touristiques sont entamés. En 2010, la région wallonne achète le site entier pour la somme (symbolique) d'un euro, et projette de le restaurer.

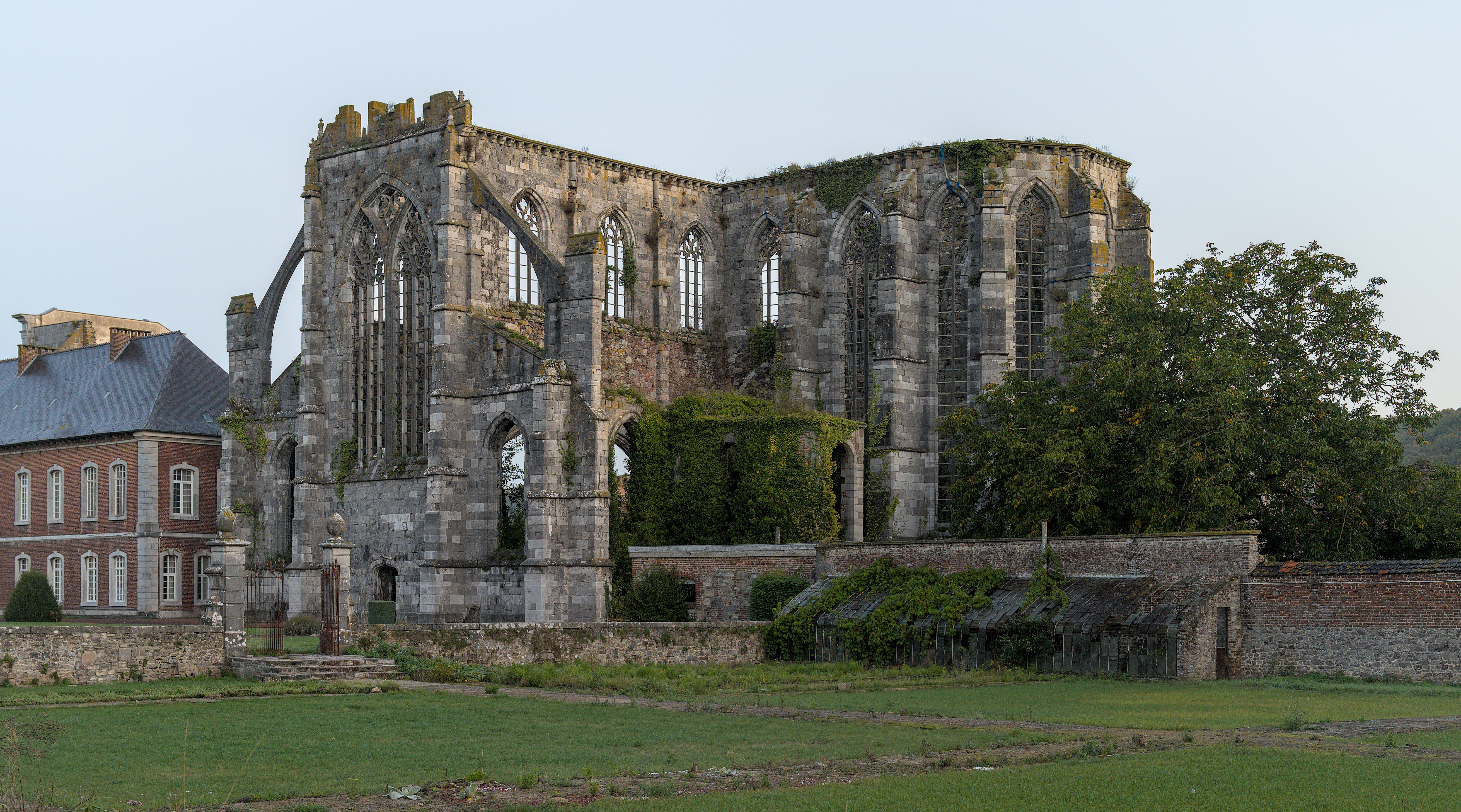
Chœur et transept de l'abbatiale gothique.
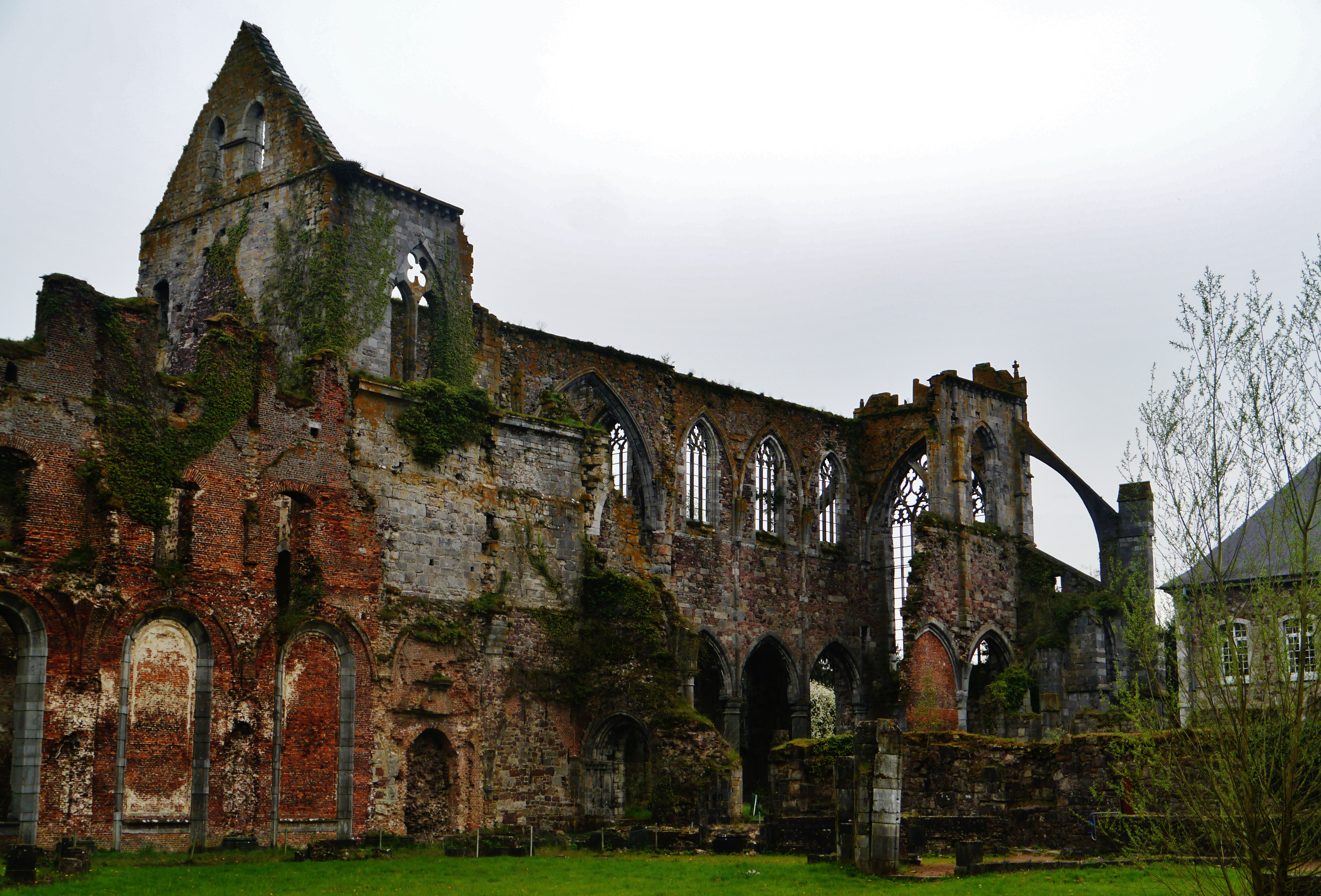
Parties subsistantes du transept gothique de l'abbatiale vues depuis la cour d'honneur.
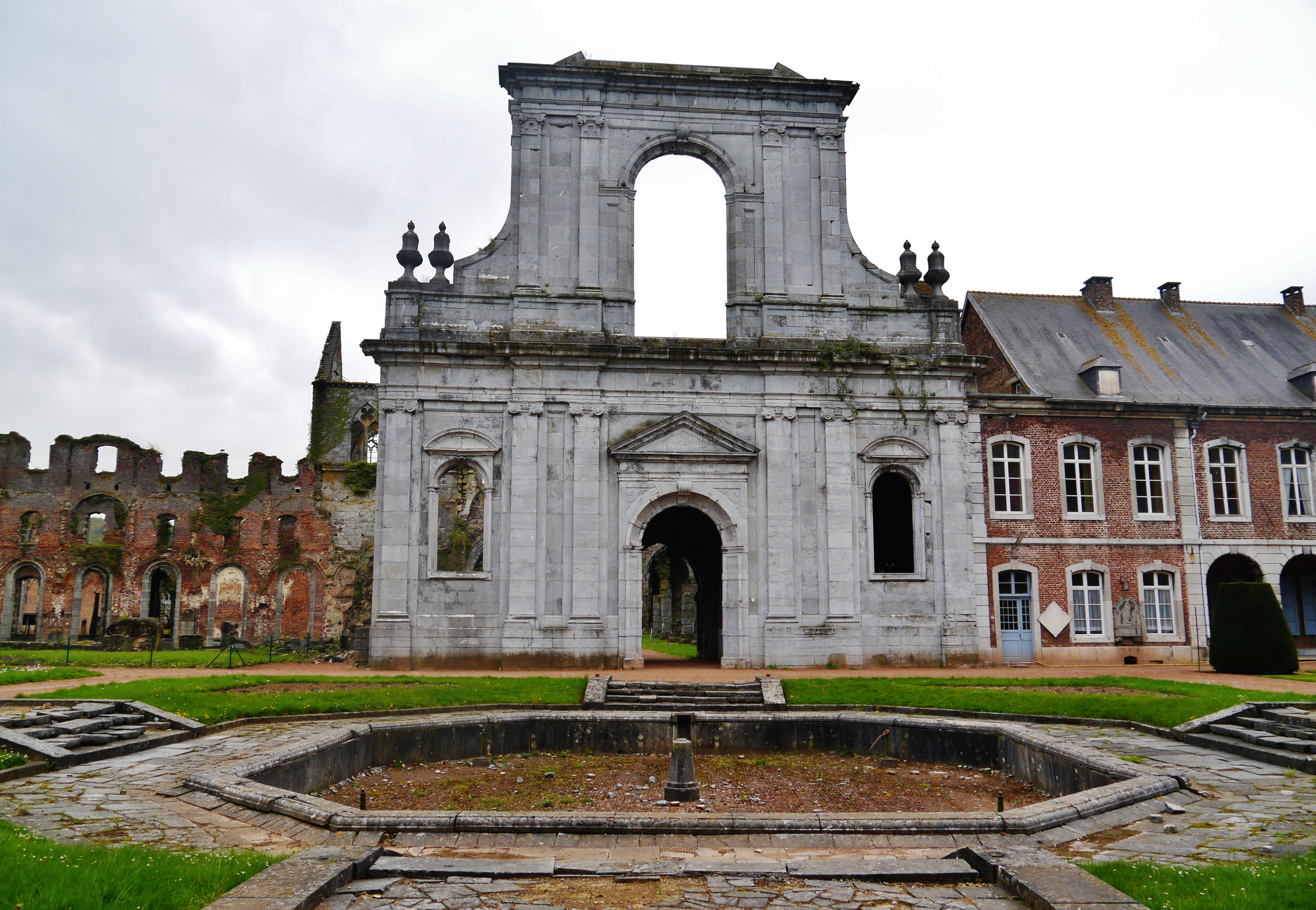
Façade de style classique construite sous l'abbé Barthélémy Louant.
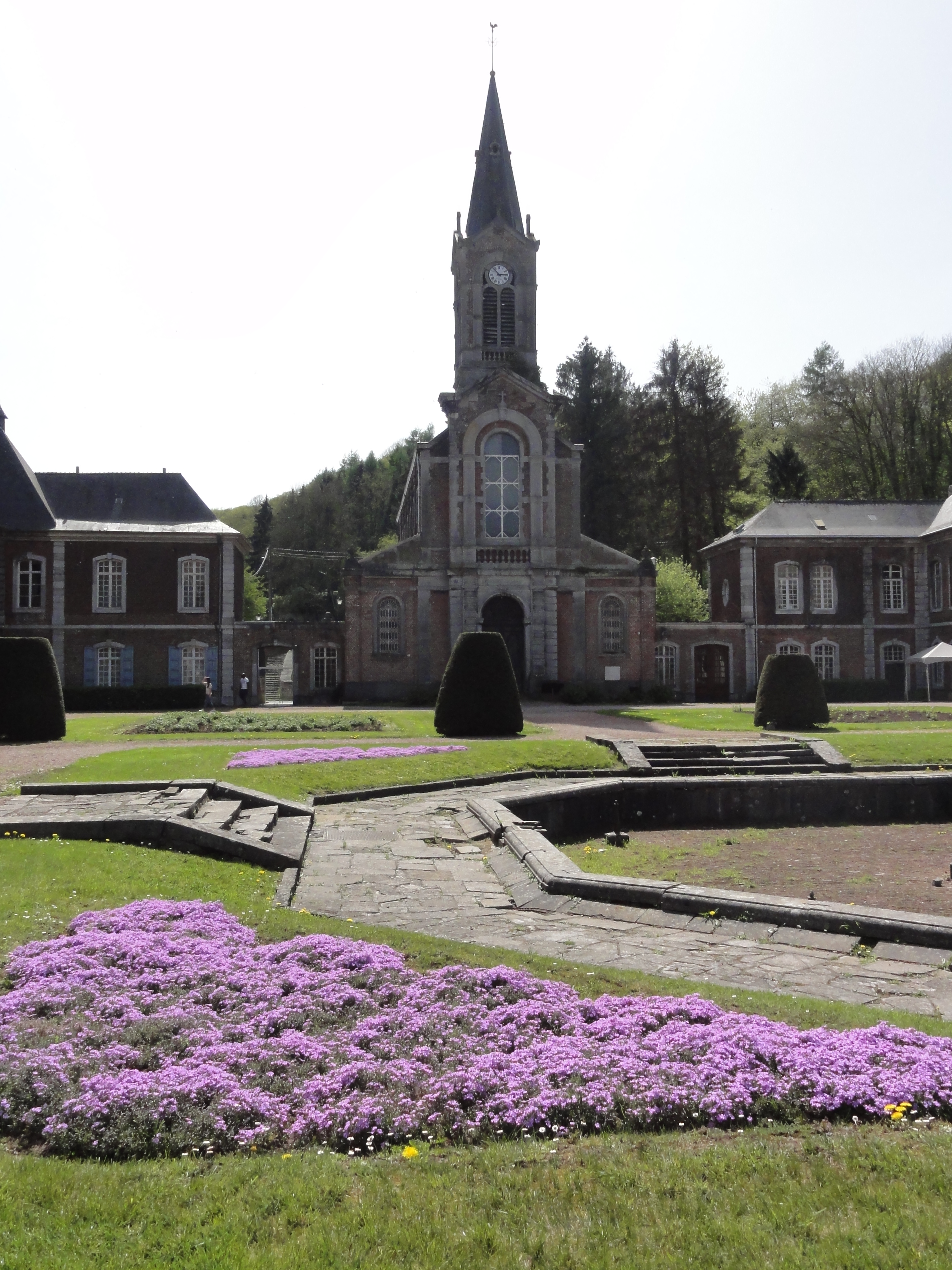
La nouvelle église (1875), actuellement (2019) désacralisée.

## Liste des abbés d'Aulne
657 : Fondation par Landelin (décédé en 686). Jusqu'en 1147, les religieux de l'abbaye d'Aulne respectent la règle de saint Benoît et sont administrés par l'abbé de Lobbes. La liste ci-après énumère les abbés d'Aulne depuis 1147, quand Francon de Morville (1147-1153) introduit au monastère la règle de Saint Bernard.
1. Francon de Morville (1147-1153)
2. Dom Grégoire (1158-1167)
3. Gérard de Grave (1168-1184)
4. Jean de Huy (1186-1189)
5. Edmond de Bretagne (-)
6. Frumald de Fontaine (1190-1196)
7. Alexandre N. (1198-1204)
8. Lambert de Thuin (1210-1213)
9. Gilles de Beaumont 1214-1221)
10. Baudouin de Châtelet (1224-1245)
11. Jean Onkelin (1247-1266)
12. Jean Filfort (1267-1280)
13. Thomas de Monceau (1284-1292)
14. Jacques de Gozée (1298-1331)
15. Jean de Meffe ( ? -1338)
16. Allard de Marbais (1338- ? )
17. Jean de Marchienne ( ? -1352)
18. Jean de Barbençon (1358-1382)
19. Nicolas de Thuin (1382-1400)
20. Jacques de Tourinnes (1400-1408)
21. Godefroid d'Orchies (1408-1415)
22. Gobert de Ham-sur-Heure (1415-1440)
23. Jean de Bruxelles (1440-1452)
24. Thomas de Presles (1452-1478)
25. Gilles de Presles (1478-1484)
26. Jean Bonfils (1486-1497)
27. Gérard Bosman (1497-1529)
28. Jean de Lannoy (1529-1556)
29. Guillaume Noël (1556-1575)
30. Sébastien Antoine (1575-1579)
31. Denis Denis (1582-1586)
32. Henri Velpen (1586-1622)
33. Edmond Jouvent (1622-1655)
34. Jérôme Reyers (1655-1670)
35. Innocent Bastin (1670-1676)
36. Humbert Hubart (1677-1678)
37. Basile de Behault (1678-1682)
38. Emmanuel de Noville (1682-1708)
39. Maur Carion (1708-1728)
40. Barthélémy Louant (1728-1753)
41. Maur Mélotte (1753-1763)
42. Hilaire Lepot (1763-1765)
43. Joseph Scrippe (1765-1785)
44. Gérard Gérard (1785-1790)
45. Norbert Herset (1790-1794) [17]

## Personnalités liées à l'abbaye
L'abbaye a compté de nombreux noms illustres, notamment :
- Simon (†1229), ami de Jacques de Vitry ;
- Bauduin, propagateur de la foi au Danemark, évêque de Semgallen en Courlande et, dès 1239, en Orient où il fut archevêque de Vizia ;
- Réginald de la Buissière, professeur de théologie à Paris, puis l'un des fondateurs de l'Université de Heidelberg (1382) ; etc.

## Patrimoine architectural et ruines visibles
- L'église : de l'abbaye médiévale, il ne subsiste aujourd'hui de l'église que la façade gothique, le chœur ou plus exactement l'abside et le transept. Ces éléments sont datés des XIIIe et XIVe siècles et du XVe siècle[18].
- La sacristie et le chapître : de la sacristie et du chapitre, il ne reste plus que quelques ogives.
- Les autres bâtiments : les bâtiments claustraux (1728-1753)[18], le quartier abbatial[18], les écuries (1772 et 1768)[18], restaurés ou en ruines, datent du XVIIIe siècle. Ils sont l'œuvre de l'abbé Barthélémy Louant et de ses successeurs [19].
- Un hospice : édifié par le dernier abbé d'Aulne, Norbert Herset, un hospice jouxte les ruines[18].
- En dehors de l'enceinte contenant les ruines, se trouvent d'autres vestiges :
  - la ferme de la Basse-Cour (XVIIIe siècle), avec galerie à arcades,
  - la poterne d'entrée dite porte de Landelies, de l'époque romane[3],
  - le moulin du XIIIe siècle[18], portant les armes de l'abbaye, la date 1611 et les armes de l'abbé de Velpen (1586-1622)[3].

Parmi les ruines, à la place des écuries, une brasserie a été construite en 1998. Elle produit entre autres les bières d'abbaye reconnues de l'Abbaye d'Aulne.

## Dans la culture populaire
- En 2017, l'abbaye a servi de décor pour l'un des épisodes de la série chinoise Mr. Right (en)[20].